# Carl-Herman Tillhagen
Carl-Herman Tillhagen, född 17 december 1906 i Sundsvall, död 28 maj 2002, var en svensk folklorist och etnolog.

## Karriär
Tillhagen avlade studentexamen 1925 och skrev in sig som student vid Uppsala universitet, där han studerade från 1932 till 1936, och fortsatte studierna vid Stockholms högskola fram till 1943, och i Oslo fram till 1960 där han doktorerade. År 1939 anställdes han av Nordiska museet, och var från 1961 till 1972 intendent där.
Han var sakkunnig i zigenarutredningen 1954 samt expert i zigenarfrågor vid arbetsmarknadsstyrelsen sedan 1959 och vid socialstyrelsen från 1961 till 1966. Han var även styrelseledamot i International Society for Folk Narrative Research. 1966 var han gästprofessor vid Indiana University och University of California.

## Släkt
Tillhagen var son till åkeriägaren Herman Andersson och Anna Söderlind. År 1937 gifte han sig med musikern Brita Malmberg, dotter till handlande Emil Malmberg och Anna Nilsson. 